# Erbéviller-sur-Amezule
Erbéviller-sur-Amezule is een gemeente in het Franse departement Meurthe-et-Moselle in de regio Grand Est. De plaats maakt deel uit van het arrondissement Nancy. Erbéviller-sur-Amezule telde op 1 januari 2022 68 inwoners.

## Geschiedenis
De gemeente maakte voor 2015 deel uit van het kanton Tomblaine. Toen het kanton op 22 maart 2015 werd opgeheven werd Erbéviller-sur-Amezule opgenomen in het op die dag gevormde kanton Le Grand Couronné.

## Geografie
De oppervlakte van Erbéviller-sur-Amezule bedraagt 4,45 vierkante kilometer; Op 1 januari 2022 was de bevolkingsdichtheid 15,3 inwoners per km².
De onderstaande kaart toont de ligging van Erbéviller-sur-Amezule met de belangrijkste infrastructuur en aangrenzende gemeenten.

## Demografie
Onderstaande figuur toont het verloop van het inwonertal.
Agincourt · Amance · Art-sur-Meurthe · Bouxières-aux-Chênes · Buissoncourt · Cerville · Champenoux · Dommartin-sous-Amance · Erbéviller-sur-Amezule · Eulmont · Gellenoncourt · Haraucourt · Laître-sous-Amance · Laneuvelotte · Laneuveville-devant-Nancy · Lenoncourt · Mazerulles · Moncel-sur-Seille · Pulnoy · Réméréville · Saulxures-lès-Nancy · Seichamps · Sornéville · Velaine-sous-Amance